# Nancy Currie-Gregg
Nancy Jane Currie-Gregg (* 29. Dezember 1958 als Nancy Jane Decker in Wilmington, Delaware) ist eine ehemalige US-amerikanische Astronautin.
Currie-Gregg erhielt 1980 einen Bachelor in Biologie von der Ohio State University, 1985 einen Master in Sicherheitstechnik von der University of Southern California und 1997 einen Doktorgrad in Wirtschaftsingenieurwesen von der University of Houston. Sie diente 22 Jahre in der United States Army. Dort erhielt sie eine Ausbildung zur Hubschrauberpilotin und war anschließend selbst Pilotenausbilderin am US Army Aviation Center.

## Astronautentätigkeit
Nancy Currie-Gregg kam 1987 als Flugsimulationstechnikerin für das Shuttle Training Aircraft zum Johnson Space Center der NASA. Sie bewarb sich vergeblich für die 12. Astronautengruppe, wurde jedoch im Januar 1990 als Astronautenanwärterin mit der 13. Gruppe ausgewählt. 

### STS-57
Am 21. Juni 1993 startete Currie-Gregg mit der Raumfähre Endeavour zu ihrem ersten Flug ins All. Das Hauptziel dieser Mission war die Bergung des European Retrievable Carrier Satellite (EURECA). Zusätzlich war erstmals das Spacehab zur Durchführung verschiedener Experimente mit an Bord. Während des Weltraumausstiegs von zwei Astronautenkollegen bediente Currie-Gregg den Roboterarm des Space Shuttles.

### STS-70
Am 13. Juli 1995 startete Currie-Gregg mit der Raumfähre Discovery zu ihrer zweiten Mission (STS-70). Hauptaufgabe war das Aussetzen des Relaissatelliten TDRS-G.

### STS-88
Am 4. Dezember 1998 flog Currie-Gregg mit der Raumfähre Endeavour zur Internationalen Raumstation. Aufgabe dieser Mission war es, das zweite Teilstück, den US-amerikanischen Verbindungsknoten Unity, mit dem ersten, schon im All befindlichen russischen Modul Sarja zu verbinden und damit die Raumstation in Betrieb zu nehmen. Currie-Gregg bediente den Roboterarm bei den Montagearbeiten. Daneben wurden zwei kleinere Satelliten ausgesetzt, davon ein argentinischer.

### STS-109
Am 1. März 2002 startete Currie-Gregg mit der Raumfähre Columbia zur vierten Wartungsmission des Hubble-Weltraumteleskops. Dabei wurde Hubble mit einer neuen Energiesteuerungseinheit, verbesserten Solarzellenflächen, der neuen Kamera Advanced Camera for Surveys (ACS) und einer Kühlungseinrichtung für die Near Infrared Camara und das Multi-Object Spectrometer (NICMOS) ausgestattet. Abermals war Currie-Gregg für die Bedienung des Roboterarms zuständig, diesmal um das Hubble-Teleskop einzufangen und ihre Kollegen bei den insgesamt fünf Weltraumausstiegen zu unterstützen.

## Privates
Nancy Currie-Gregg ist in dritter Ehe mit Timothy R.Gregg verheiratet. Aus ihrer ersten Ehe mit Richard J. Sherlock hat sie eine Tochter (und eine Enkeltochter), aus ihrer zweiten Ehe mit David W. Currie hat sie keine Kinder.